# بییانوئبا د آلکاردته
بییانوئبا د آلکاردته (به اسپانیایی: Villanueva de Alcardete) یک شهرستان در اسپانیا است که در استان تولدو واقع شده‌است.

## خصوصیات
بییانوئبا د آلکاردته ۱۴۷ کیلومترمربع مساحت و ۳٬۷۷۳ نفر جمعیت دارد و ۷۲۵ متر بالاتر از سطح دریا واقع شده‌است.